# S sorda
In italiano, viene comunemente e impropriamente chiamata S sorda o aspra il fonema /s/ (come in sasso /ˈsasso/, fricativa alveolare sorda), in contrapposizione al fonema /z/ (come in sbaglio /ˈzbaʎʎo/, fricativa alveolare sonora), che è detto s sonora o dolce.
I due fonemi in italiano sono rappresentati entrambi dal grafema S. La loro distribuzione è però perlopiù complementare e non crea problemi d'incertezza, eccetto in posizione intervocalica (cioè tra due vocali nel corpo di una parola): in questa posizione, e in questa soltanto, possono presentarsi entrambi i fonemi, creando anche, ma solo in un numero ristretto di casi, delle coppie minime (es.: Ti presento un amico /preˈzɛnto/: S sonora, da presentare, contro Presento un pericolo /preˈsɛnto/: S sorda, da pre-sentire, parola composta del prefisso pre- e del verbo sentire).
La S in italiano è sempre sorda /s/ nei seguenti casi:
1. in principio di parola, seguita da vocale o da semiconsonante[1]: sala /ˈsala/ (anche all'interno di una frase, ossia dopo un'altra parola: la sala /la ˈsala/), suola /ˈswɔla/;
2. quando precede una consonante sorda: /k/ (c (dura) o q), /f/ (f), /p/ (p), /t/ (t): scatola /ˈskatola/, squadrare /skwaˈdrare/, disfare /disˈfare/, rispetto /risˈpɛtto/, stentato /stenˈtato/;
3. quando è geminata, ossia quando è scritta doppia (-ss-, /ss/): rosso /ˈrosso/;
4. quando è preceduta da una consonante qualsiasi (sorda o sonora che sia)[2]: abside /ˈabside/, facsimile /fakˈsimile/, falso /ˈfalso/, penso /ˈpɛnso/, transitivo /transiˈtivo/[3], Pepsi /ˈpɛpsi/, orso /ˈorso/;
5. alla fine di una parola: gas /ɡas/[4].

## S intervocalica
L'unico vero caso d'incertezza è dunque costituito dall'S (scempia, ossia non doppia) tra due vocali all'interno della parola.
A livello dialettale, e di conseguenza negl'italiani regionali, le due pronunce, sorda /s/ e sonora /z/, dell'S intervocalica si distribuiscono grosso modo come segue:
1. nell'Italia settentrionale, l'-s- intervocalica è generalmente sonora; è sorda però (con differenze secondo le zone e gli usi individuali) nelle parole composte sentite come tali (es. ri-saputo), in quelle che hanno una variante con -ss- (doppia: es. musulmano), e, nei dialetti, in genere anche in cosa e così;
2. in Sardegna, l'-s- è normalmente sonora (anche nelle parole composte; a volte perfino tra parola e parola, come in la sala[6]);
3. nel Centro esclusa la Toscana, in tutta l'Italia meridionale e la Sicilia l'-s- intervocalica è costantemente sorda;
4. in Toscana, infine, l'-s- è sonora in certe parole e sorda in certe altre (non solo composte).[7]

Per esempio, le parole casa e viso si pronunciano /ˈkaza/ e /ˈvizo/ (con due -s- sonore) nel Settentrione e in Sardegna, /ˈkasa/ e /ˈviso/ (con due -s- sorde) nell'Italia centro-meridionale e in Sicilia, ma /ˈkasa/ (con la sorda) e /ˈvizo/ (con la sonora) in Toscana.

## Regole pratiche
Le regole di pronuncia che si possono enunciare si fondano in sostanza sull'uso toscano, intermedio, per così dire, tra il settentrionale e il centro-meridionale, e più variato sia dell'uno sia dell'altro. Assai più che in altri casi, però, la norma di pronuncia ha qui un carattere in parte teorico.
In posizione intervocalica, dunque, mentre la sonora /z/ si può considerare la regola, si ha la sorda /s/ soltanto in un numero relativamente ristretto di terminazioni e di parole:
1. Quand'è l'iniziale del secondo componente di una parola: in casi come: enclisi del si: affittasi, dicesi, qualsiasi, ecc.; più in generale, prefissazione e composizione: antisovietico, asettico, asindeto, asintoto, asociale (e antisociale), bisezione e bisettrice, bisillabo, bradisismo, camposanto, coseno, desalare (e desalinare, desalinizzare), desiderare (e desiderio, desiderabile, i desiderata, ecc.), designare (con designazione, ecc.), desistere (e desistenza), desueto (con desuetudine), desumere, dinosauro (con brontosauro, ofisauro, tirannosauro e simili), disegnare (e disegno, disegnatore, ecc.), girasole, iposodico, iposolfito, Montesano, portasapone, prendisole, presalario, presentire (con presentimento), preservare (con preservazione, preservativo, ecc.), presidente (con presidentessa, presidenziale, presidenzialismo, ecc.), preside (con vicepreside) e presiedere, presidio (con presidiare), presocratico, presupporre (con presupposto), prosecco, proseguire (con prosecuzione, ecc.), resecare e risicato (es.: una maggioranza risicata, cioè "di stretta misura"), residuo (e residuale, residuato, ecc.), resiliente e resilienza, resipiscenza, resistere (con resistenza, resistente, ecc.), resuscitare e risuscitare, risacca, risaltare (e risalto), risapere e risaputo, risentimento (e risentire, risentito, risentitezza, ecc.), riservare (riserbare) e riserva, riservato ecc., risiedere e residenza (con residente, residenziale, ecc.), risollevare, risolvere (con risoluzione, risoluto, risolutivo, ecc.), risorgere (e quindi risorto, Risorgimento, ecc.), risucchiare (e risucchio), risultare (con risultato, [materiale di] risulta, ecc.), sacrosanto, sottosegretario, sottosopra, e altre parole;
2. In quelle parole che hanno una variante con la doppia -s-: musulmano (anche mussulmano), Albisola (anche Albissola), ecc.;
3. Nei suffissi derivativi -ese per gli etnici (inglese, milanese ecc.; eccezione: francese, che ha la sonora), e -oso e -osa di aggettivi e sostantivi (glorioso, affettuoso, maroso ecc.), comprese le parole da questi derivate (cineseria, gloriosamente, gloriosissimo, affettuosità ecc.);
4. Nelle desinenze sigmatiche del passato remoto e del participio passato di alcuni verbi irregolari -esi, -ese, -esero, -eso; -osi, -ose, -osero, -oso (resi, rese, resero, reso; e scesi ecc., difesi ecc.; e nascosi ecc., posi ecc.; ma esplosi ecc. con la sonora);
5. In alcune parole isolate (e ovviamente nei loro derivati), di cui le più comuni sono: asino, casa, chiusi e chiuso (con socchiusi e socchiuso, ecc.), cosa, così, fuso, mese, naso, peso, Pisa, posa e posare, raso, risi e riso (in tutti i significati; anche sorrisi e sorriso).

Inoltre, esistono rare parole che prevedono tanto l'uso della sorda quanto della sonora, ad esempio pisello e susina.